# Giuseppe Sermonti
Giuseppe Sermonti (Roma, 1925-Ibidem, 16 de diciembre de 2018) fue un genetista italiano, profesor de genética en la Universidad de Perugia (Italia).

## Biografía
Fue jefe del departamento de genética del Centro Internacional de Química Microbiologica (CICM) en el Instituto Superiore di Sanità bajo la dirección del premio Nobel E. B. Chain, y autor de obras críticas contra el darwinismo con el paleontólogo Roberto Fondi. También fue director de la Escuela Internacional de Genética General, miembro de la Sociedad Italiana de Genética y de la Sociedad Italiana de Biología Molecular y director del Instituto de Histología y Embriología (1974). Además, fue vicepresidente del 14.º Congreso Internacional de Genética (Moscú, 1979), y jefe de redacción de Rivista di Biologia/Biology Forum, la más antigua revista italiana de biología.

## Obra

### Obras científicas
- A. Ballio, G. Sermonti. «Action of Mycophenolic Acid on Unstable Diploids of Penicillium chrysogenum». Nature 190, 108-109 (1 de abril 1961). doi:10.1038/190108a0 Letter.

- A. Ballio, E.B. Chain, F.Dentice Di Accadia, Maria Francesca Mastropietro-Cancellieri, G. Morpurgo, G. Serlupi-Crescenzi, G. Sermonti. «Incorporation of α,ω-Dicarboxylic Acids as Side-chains into the Penicillin Molecule». Nature 185, 97-99 (9 de enero de 1960). doi:10.1038/185097a0 Letter.

- G. Sermonti, I. Spada-Sermonti. «Genetic Recombination in Streptomyces». Nature 176, 121-121 (16 de julio de 1955). doi:10.1038/176121a0 Letter.

- G. Pontecorvo, G. Sermonti. «Recombination without Sexual Reproduction in Penicillium chrysogenum». Nature 172, 126-127 (18 de julio de 1953). doi:10.1038/172126c0 Letter.

- Sermonti, Giuseppe (1971). Genetica generale. Bollati Boringhieri. ISBN 88-339-5354-8.

### Obras literarias
- Giuseppe Sermonti, Il crepuscolo dello scientismo, Rusconi, 1971
- Giuseppe Sermonti, La mela di Adamo e la mela di Newton, Rusconi, 1974
- Giuseppe Sermonti e Roberto Fondi, Dopo Darwin, Rusconi, 1980.
- Giuseppe Sermonti, Le forme della vita, Armando, 1981
- Giuseppe Sermonti, L'anima scientifica, Dino editori, 1982
- Giuseppe Sermonti, La luna nel bosco, Rusconi, 1985.
- Giuseppe Sermonti, Goethe scienziato, Einaudi, 1995
- Giuseppe Sermonti, Dimenticare Darwin, Rusconi, 1999.
- Giuseppe Sermonti, Il mito della grande madre, Mimesis, 2002. Dalle amigdale a Çatal Hüyük
- Giuseppe Sermonti, L'anima scientifica. Simbolismo e funzione della scienza, La Finestra editrice, 2003.
- Giuseppe Sermonti, Scienziati nella tempesta, Di Renzo Editore, 2003
- Giuseppe Sermonti, Fiabe dei tre reami. Fiori dei cieli e polvere dorata, La Finestra editrice, 2004.
- Giuseppe Sermonti, La danza delle silfidi, La Finestra editrice, 2004.
- Giuseppe Sermonti, La scienza vestita di fiaba, Di Renzo Editore, 2004
- Giuseppe Sermonti, Dimenticare Darwin. Perché la mosca non è un cavallo? Il Cerchio 2006
- Giuseppe Sermonti, Tra le quinte della scienza - Profeti e Professori, Di Renzo Editore, 2007
- Giuseppe Sermonti, Il tao della biologia. Saggio sulla comparsa dell'uomo, Lindau, 2007
- Giuseppe Sermonti, Una scienza senz'anima, Lindau, 2008
- Giuseppe Sermonti, Alchimia della fiaba, Lindau, 2009
- Giuseppe Sermonti, Le delizie della biologia. Il problema della forma e la retorica del DNA, Lindau, 2010